# Омура Јошијаки
Омура Јошијаки (1568-1615 или 1616), познат и под хришћанским именом Санчо Омура, био је јапански великаш и војсковођа из периода Азучи-Момојама.

## Биографија
Син првог хришћанског великаша у Јапану, Бартоломеа Омуре, Јошијаки је крштен под хришћанским именом Санчо Омура, и наследио је породичне поседе око Нагасакија, феуд Омура у провинцији Хизен. Учествовао је у јапанској инвазији Кореје (1592) као део Прве дивизије са 1.000 својих вазала. У бици код Секигахаре (1600) определио се за поражену страну, па је протеран. Остатак живота провео је у изгнанству. Наследио га је син, Омура Суминобу.